# Passaici Szent István római katolikus magyar templom
A passaici Szent István római katolikus magyar templom az Amerikai Egyesült Államok keleti partjának egyetlen, a mai napig fennmaradt, önálló (más plébániától nem függő), magyar nyelvű római katolikus egyházközsége. 1902. december 24-én kelt alapító okiratával John Joseph O’Connor akkori newarki püspök alapította. Az egyházközség nyelve magyar és angol, minden vasárnap magyar és angol nyelvű szentmisét is bemutatnak templomában. A liturgiákat 2018 óta[forrás?] a Váci egyházmegye papja, Balogh László végzi, plébánosként.
1880-ban tömegesen vándoroltak ki emberek Magyarországról az Egyesült Államokba (letelepülés, vagy csak munkavégzés céljából). Ez a tendencia 1905 és 1907 között tetőzött, majd az első világháború kezdetéig csökkent. Magyarországról (illetve az Osztrák–Magyar Monarchia államainak Magyarországhoz tartozó államaiból) az Egyesült Államokba 1 815 117 fő érkezett, többségében 30 év alattiak, elsődlegesen az agrárszektorból, s ebből a tömegből 1,2–1,3 millió fő maradt az Egyesült Államokban.
A kor szokásainak (és a praktikumnak) megfelelően a kivándoroltak nagy része nyelvi tömbökben telepedett le. Így létezett New York-i magyar negyed, valamint a kor magyarságának jelentős települése volt (s bizonyos szempontból a mai napig az) a New Jersey állambeli Passaic. Passaic könnyűiparával vonzó célt jelentett a kivándorló magyaroknak, ahol rövid időn belül megteremtették azokat a szolgáltatásokat, amelyek a kivándorolt magyarokat az óhazára emlékeztették. Újságot, kávéházat, saját bankot, magyar (vagy magyar jellegű) termékeket árusító boltot hoztak létre. Az igény viszont arra is felmerült, hogy lelki kérdésekben is lehessen hova fordulni. Éppen ezt ismerte fel sok magyarországi püspök, amikor engedélyezte több papjának az Egyesült Államokba való kivándorlását. Miklósházy Attila püspök gyűjtése szerint a huszadik században nagyságrendileg ötszáz pap  érkezett az Egyesült Államokba Magyarországról. Az egyik első Amerikába kiérkező lelkipásztor Böhm Károly volt, akinek hatása jól megfigyelhető a huszadik század elejének lelkipásztori munkájában. Elvei szerint építeni kellett templomot, iskolát, valamint újságot indítani. Az ő hatása alatt indult el és virágzott fel az egyházi élet Passaicban is.

## Története

### Az építkezés évtizede
1883-ban a szlovák és magyar katolikusok kezdeményezésére közösen épült fel Passaicban, a mai Szent István-templomtól néhány utcányira a Mária Mennybemenetele temploma, de a két nemzet között hamarosan ellentétek merültek fel, ezért döntés született arról, hogy a magyar hívek a helyi püspökhöz fordulnak, magyar papot kérve tőle. Ez 1902 decemberében valósult meg, amikor John Joseph O’Connor newarki püspök kinevezte Rev. Messerschmiedt Géza atyát a passaici Szent István római katolikus magyar egyházközség első plébánosává.
Az első esküvőt 1903. január 18-án tartották, amikor Molnár Károly (Söréd, Fejér vármegye) és Krivda Mária (Szina, Abaúj vármegye) fogadott örök hűséget. Az első halott Schuster Teréz volt, aki az év december 21-én, 50 éves korában hunyt el, és karácsony vigíliáján adták vissza a megszentelt földnek.
Bizonyára érdekelné majd a katolikus testvéreinket, ha leírom, hogy mit csináltunk mi eddig. Éppen karácsony előtt jöttem ide, úgy, hogy püspököm kinevezésétől karácsony szent ünnepéig csak egy nap választott el. Találtam egy lelkes, a szent, nemes ügy iránt lelkesülő népet, amelynek most már csak az volt az óhajtása, hogy a karácsonyi szent ünnepeket Istenhez méltó módon ünnepeljük meg. De hol? A templomok mind elfoglalva, részben idegen nemzetiségek által előre kibérelve. Az isteni tisztelethez szükséges tárgyak közül semmi, de semmi nem volt meg. És már csak ez az egy napunk volt. És mégis, karácsony éjjelén 12 órakor már készen állott minden. Egy tisztességes nagy teremben helyezkedtünk el, s mikor a világ családi körben, meleg kályha mellett, a csillogó karácsonyfa körül ülte a szent estét, akkor mi lázasan dolgoztunk, építettük az oltárt, helyezgettük és rendezgettük az igazán »gőzerővel« beszerzett egyházi tárgyakat. Másnap, karácsony ünnepén, zsúfolásig telt helyiségben mondtam az első szentmisét. Amikor a Glóriát énekeltem, kicsordult a szemem könnye, mert eszembe jutott a kis Jézus, akit családjával együtt kivert az emberi szívtelenség a rendes hajlékból, ki a hideg, rongyos istállóba. Ők se kaptak helyet!

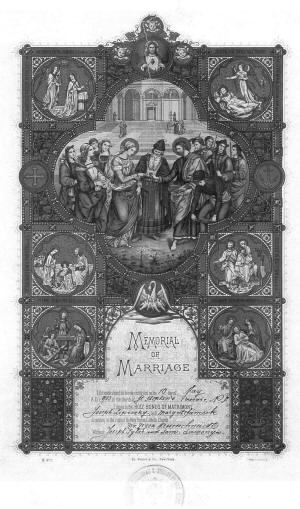
Esküvői emléklap – 1904

Később beszereztük a még szükséges tárgyakat, úgy hogy most már mindennel el voltunk látva. De ennek is megvan a maga története. Hitközségi gyűlést tartottunk. Előadtam, hogy mi mindenre van még szükségünk, és hogy e tárgyak megvételével ne terheljük a hitközséget, hanem álljanak fel lelkes hívek és vállaljanak magukra ezen vagy azon tárgyak megvételét. Nem ismertem még a népemet, sem lelkesedésük mértékét, és azért szinte félve tettem meg ezt a felszólítást. És íme, minden felolvasott tárgynak akadt vevője. Sőt vetekedtek az áldozatban. Úgyhogy a gyűlés végén 250 dollárral gazdagabbak voltunk.
A templom építése 1903 tavaszán kezdődött meg, az alapkő ünnepélyes megszentelésére 1903. július 21-én került sor. A templomot 1904. augusztus 21-én szentelte fel John Joseph O’Connor newarki megyés püspök.
1904. augusztus 21-ike. Ez volt a mi napunk. Ugye, kedves híveim, erre igazán illik a szentírás szava: 'Ez az a nap, melyet az Isten teremtett, hogy vígadjunk és örvendjünk azon.' Hiszen, ti mind velem sirtatok az örömtől. Igen, amikor végigtörtem magam azon a sokaságon, mely aznap reggel a Harmadik utca templom körül levő terét betöltötte, sehol egy szót sem hallottam. Néma csend mindenütt, csak azt láttam, hogy minden szem ragyogott az örömtől, a boldogság könnyeitől.
Délelőtt fél tízkor indult a menet a templomtól, a más nemzetiségek hitközségi és egyleti tagjaival mintegy négyezeren, a város közepéig, ahol a South Orange-ból jövő püspökre vártunk. Két oldalt szinte áttörhetetlen néptömeggel zsúfolt utcákon haladtunk. Öt banda ritmikus hangjai vezették ezt a nagy sokaságot, mely kibontott díszes zászlóival, egyenruhás (huszár, lengyel katona, görögkatolikus egyletek, stb.) tagjaival, a női egyesületek jelvényekkel díszített soraival s különösen a fehér ruhába öltözött leányok páros menetével a hintók sokaságával valóban festői látványt nyújtott.
A kijelölt helyen Messerschmidt Géza, Molcsányi Miklós és Chlebovszky Valentin passaici plébánosok fogadták a püspököt. A katolikus templomok (ír, lengyel, tót, gör. kat., róm. kat., magyar, német, olasz) harangjainak zúgása kísérte a püspököt, ki végignézvén a párját ritkító felvonuláson, a fehérbe öltözött leányok véget érni nem akaró hosszú során – mosolyogva jegyezte meg: »haec est revera ecclesia fillialis« (nohát ez igazán leány egyház!).
A plébánián tartott néhány percnyi pihenés után papjaink vezetése mellett bevonult a püspök a templomba, ahol nyomban kezdetét vette a fölszentelés. E szertartás végeztével a szentélyben készített díszes trónuson foglalt helyet a püspök, mire megkezdődött az ünnepi szentmise, melyet Főt. Dénes Ferenc, a New York-i Szt. Erzsébet egyház plébánosa celebrált, Az ünnepi szentbeszédet Főtisztelendő Dr. Sebők Imre éppen ez időben Amerikában időző budapesti reáliskolai hittanár mondotta. Beszéde mély hatást gyakorolt a lelkekre. A szentmise alatt a hitközség Boldogságos Szüz Máriáról nevezett énekkara Messerschmidt Géza plébános e célra szerzett latin miséjét énekelte. Emellett mélyen meghatották a püspököt, s a meghívott idegen lelkészeket magyar egyházi énekeink, miket a sokaság egy szívvel-lélekkel buzgón zengedezett.
Az egyházi ünnepséget fényes lakoma követte a plébánián, mely után a püspök hazautazott. Haec dies, quam fecit Dominus…! Ez volt a nap, melyet az Isten adott nekünk, hogy örvendjünk és vigadjunk! -- Legyen áldott az Ő szent neve!
Bár a templom építése 1904-ben befejeződött, a nehézségek nem szűntek meg. A templom építése után 76 ezer dollár (2015-ös összegre átszámítva ez nagyjából 2 millió dollár lenne) adósság maradt. A sok nehézség mellett a plébános saját újságot is szerkesztett, amelynek a Hajnal címet adta, s két évfolyamot ért meg. A folyamatos anyagi problémák, valamint az egyházközség egyes tagjainak hozzáállása, illetve feljelentése felőrölte a templomot építtető Messerschmiedt Géza egészségét, így 1911-ben elhagyta Passaicot, majd röviddel később meg is halt.

### Pangás, majd felemelkedés

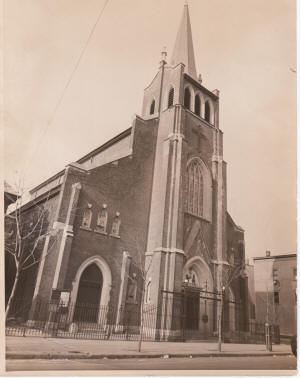
A templom a húszas években

Messerschmiedt atya után két lelkipásztor volt rövid ideig az egyházközség vezetője, Rev. Schimkó János, illetve őt követően Rev. Kovács Lajos. Az anyagi problémák az ő erejüket is meghaladták, így rövid idő után távoztak az egyházközségtől. 1915-ben Marczinkó József tisztelendő úr érkezett Passaicba, és a Szent István-templom plébánosaként szolgált tizenhét esztendeig. Az első világháború megpróbáltatásain és a nagy gazdasági világválság kezdeti évein ő vezette át az egyházközséget. A válság nemcsak a várost, hanem a plébániát is keményen sújtotta. Az anyagi romlásból nehezen lehetett talpra állni, s megvalósítani az egyházközség fejlesztésének következő lépését: az egyházközségi iskolát. Ez az ő idejében még nem valósulhatott meg, de sikerült megteremtenie azt az anyagi biztonságot, amely az addig hitelcsapdába került egyházközséget gazdaságilag egyenes helyzetbe hozta.
Marczinkó atya távozása után, 1932-ben egy esztendeig Raile Jakab (James Raile) volt a plébános. Rövid tartózkodása alatt felismerte annak fontosságát, hogy legyen megfelelő hely, ahol a hívek társadalmi életet is élhetnek. Addig erre a célra a templom alatti katakombaszerű helyiséget használták. Nappal hitoktatás folyt itt, esténként különféle klubok összejövetelei, vasár- és ünnepnapokon pedig a felnőttek és idősek rendezvényei. Raile atya engedélyt kapott Newark püspökétől egy különálló, nagy és korszerű helyiség építésére. A templom mögötti Market Streeten lévő düledező vasöntödét megvásárolták, hogy helyére építsék az új auditórium faépületét. A munka azonban abbamaradt, mert a jezsuita atyákat – így Ft. Railet is – hazarendelték Magyarországra.

### „Az utolsó patriarcha”
Gáspár János atya 1933-ban vette át az egyházközség vezetését. Időszaka alatt épült meg a magyar iskola épülete, majd 1945-ben a templomot felújították, s 1950-ben felépült a ma is használt plébániaépület. Az egyházközségnél 1940-ben látogatást tett Habsburg Ottó.

Habsburg Ottó látogatása Passaicban, 1940-ben

Az egyházközség 1952-ben ülte fennállásának 50. évfordulóját. Az év májusában tűz ütött ki a templom padlójában, a bal oldali padok alatt. A tűzoltók színültig töltötték a pincét vízzel, de hiába, a víz nem érte el a tüzet, fel kellett hasítani a padlót a padok alatt. Hónapokon keresztül az iskola dísztermében tartották a szentmisét, mialatt a templom helyreállítása folyt.
Az 1956-os magyar forradalom és szabadságharc után az egyházközség Gáspár atya vezetésével több mint 120 menekült családot fogadott be. A forradalom megrázta az amerikai magyarokat is, és példátlan segítőkészséggel fogadták a menekülteket. Anyagi segítségben, biztatásban, jó szóban nem volt hiány. A magyar református egyházzal együttműködve sok magyar családnak nyújtottak ideiglenes otthont egy, a Gregory Avenue-n erre a célra berendezett házban. Az egyházközség 1957-ben 27 000, majd még 10 000 dollárt, valamint kb. 6500 kg ruhaneműt küldött Ausztriába, a határmenti egyházközségeknek, hogy a kimenekülő magyaroknak támogatást nyújtson.
1958-ban, a sok nehézség ellenére, új harangot szenteltek a Szent István templomban, az úgynevezett „Szabadság harangot”. Ezzel teljesült az alapító plébánosnak, Rev. Messerschmiedt Gézának az álma, hogy legyen egy harmadik harangja is a templomnak.
Gáspár atya 1963. február 21-én hirtelen hunyt el, halála mély gyászba borította az egész egyházközséget.

### A XX. század második fele – a megpróbáltatások évtizedei

#### Rev. Dunay Antal
Gáspár János atya munkáját, szeretett egyházközségének vezetését, 1963 tavaszán Rev. Dunay Antal vette át.
Amikor a városi hatóságok az iskolaépület egyik részét lebontásra ítélték, hogy a tanítást ne kelljen félbeszakítani a renoválás ideje alatt, Dunay atya elintézte, hogy a gyermekeket ideiglenesen áthelyezzék a Magyar Református Egyház épületébe. Dr. Komjáthy Aladár református tiszteletes szívesen a tanulók rendelkezésére bocsátotta a Kálvin-termet. Közben Dunay atya egy bizottságot nevezett ki, hogy az javaslatokat tegyen az iskolában szükséges átalakításokra. Ezek alapján indult meg egy tágas, új épületszárny kialakítása. Az iskola építési alapjára megindult gyűjtés olyan sikeres volt, hogy az építkezésre és az öreg épület renoválására szükséges 398 000 dollárt teljes egészében fedezte. Dunay atya kezdeményezésére jutottak fontos szerephez a világiak az egyházközség életében. Sok új felolvasót toborzott és több mint 20 áldoztatót képezett ki.

#### Mindszenty bíboros látogatása
Mindszenty József bíboros, hercegprímás 1974-ben az Egyesült Államokban tett lelkipásztori útja folyamán május 19-én kereste fel a passaici Szent István magyar templomot. Az akkori plébános, Dunay Antal 1945 után kifejezetten Mindszenty József utasítására hagyta el Magyarországot.
A látogatás során a főpásztor ünnepélyes nagymisét tartott, majd a szomszéd utcai magyar református egyház gyülekezetét látogatta meg és üdvözlő beszédet mondott a templomukban. Délután meglátogatta és megáldotta Rev. Gáspár János sírhelyét, (aki Zalaegerszegen káplánja volt), utána a cserkészeket szemlélte meg a garfieldi cserkészházban.

#### Az új viszonyok között
Dunay Antal atya betegségének végső időszakában mint kisegítő, majd halála után 1977 második felében Rev. John J. Cuscack C.M. vette át a plébániát mint adminisztrátor. Ő korábban hat évig volt az egyházközség káplánja. Megszervezte a magyar nyelvű helyettesítést. (Főleg Szabó Szerén OFM mondta a magyar miséket.) 1978-ban érkezett a templomba Rev. Török Béla, aki 1978 és 1990 között volt a Szent István-templom plébánosa. Ebben az időben változtak meg a plébánia körüli település demográfiai viszonyai, aminek következtében sok hívő hagyta el a plébániát. Török Béla plébánossága alatt végezték a templom külső felújítását és a templom belső festését a tartalék anyagi alap felhasználásával. Ugyanabban az időben az egyházközségnek újabb megpróbáltatást kellett kiállnia: 1987 júniusában az auditórium kiégett és használhatatlanná vált a tűz és a víz okozta károk következtében, a felújítás egészen 1990-ig elhúzódott.
1989. szeptember 28-án fogadott első ízben az egyházközség hivatalban lévő magyarországi főpapot, Paskai László bíboros, prímás esztergom-budapesti érsek személyében. Rev. Török Béla nyugállományba vonulása után, 1990. október 7. és 2007 júniusa között Mustos István piarista szerzetespap lett a plébános, akit Frank Rodimer patersoni megyés püspök és Miklósházy Attila, a külföldi magyarok püspöke iktatott be plébánosnak. Az ő szolgálata alatt elkezdték a templom halaszthatatlan felújítását, de azt már utódja fejezte be.

### Napjainkban
Rev. Mustos István távozása után, 2007. december 2-ától a nagyváradi egyházmegyés Rev. Vas László vette át a plébánia irányítását. Mint idegen egyházmegyés, nem kapott plébánosi kinevezést, de a patersoni püspök teljes plébánosi jogkörrel ellátott adminisztrátori státuszba helyezte. 2008-ban az egyházmegye bezárta a Katolikus Körzeti Iskolát (Catholic Regional School), ezután az épület közel három évig üresen állt. 2009-ben felújították az egyházközségi bálok hagyományát, amely az 1987-es tűz miatt szűnt meg. 2011-ben elkészült a Mindszenty-díszterem alatti új ebédlő. Május 15-én Cserháti Ferenc püspök magyar nyelven bérmált, és megnyitotta a jubileumi év ünnepségsorozatát. 2013 tavaszán elkészült az egyházközség ebédlőjének a konyhája. 2014-ben ünnepelte az egyházközség a templom fennállásának 110. évfordulóját. Ennek keretében májusban Böcskei László nagyváradi megyés püspök lelkipásztori látogatást tett a templomban, szeptember 20-án Arthur Serratelli patersoni megyés püspök bezárta a jubileumi évet. Szeptember 27-én Áder János, Magyarország köztársasági elnöke volt az egyházközség vendége.
2016. májusában ismét Cserháti Ferenc püspök bérmált az egyházközségben.

## Egyházi iskola, magyar nyelvű oktatás
Passaicban a Magyar Református Gyülekezet már az első világháború előtt nyári iskolát szervezett, majd 1920-ban például, Nt. Tegze László lelkipásztorkodása alatt, 120 katolikus és református gyermek vett részt ezen a nyolchetes nyári magyar iskolán. A nyaranta megtartott nyári iskolák egyszerre több célt is szolgáltak: míg a gyermekeket magyarul tanították, a dolgozó szülőkön is segítettek úgy, hogy gyermekeikről napközben gondoskodtak. 1937-ben az egyre csökkenő létszám miatt megszűnt a magyar oktatásnak ez a formája. A passaici gyermekekről azonban továbbra is gondoskodtak, mivel közben beindult a szombati magyar iskola, mivel a nyári iskola nem bizonyult elegendőnek a magyar nyelv ápolására, megtartására. A bevándorlók gyermekei ijesztő mértékben felejtették anyanyelvüket. Ennek felismerése adta a gondolatot, hogy valamit tenni kell az ifjúsággal, hogy a feledésbe menő anyanyelvet megmentsék.
A Szent István Római Katolikus Magyar Egyházközségnél 1933-ban indult meg először a magyar tanfolyam. Magyar apácák tanítottak szombatonként 9–től du. 3-ig. Ők 1914-ben Rev. Kovács Lajos hívására érkeztek az egyházközségbe, s 1973-ig tartózkodtak Passaicban. A nővérek az Isteni Szeretet Leányai kongregáció tagjai voltak, nagyrészt Magyarországról érkeztek. Ebben az időben valósult meg az iskola építésének a terve is. Az egyházközségi tagok gyermekei a rendes iskolai tanulmányaikat itt kezdték már meg. Az egyházközség iskoláját 1937-ben szentelték fel, majd 1967-ben kibővítették.
A második világháború után az iskola Katekizmus Iskola néven működött, és a tanítás két nyelven folyt.
Az 1949–1951-es kivándorlások idején Passaicba is tömegesen érkeztek a második világháború menekültjei, az úgynevezett D. P. (Displaced Person) magyarok. Ismét szükségessé vált a magyar oktatás. 1953-ban a cserkészmozgalommal egyidejűleg és a cserkészet szervezésében indult meg újra szombatonként a magyar oktatás a Szent István Egyházközségnél. A tanerők legtöbbje cserkészvezető volt. 1953 őszén – a Cserkész Szövetség rendezésében – kezdődött el a 14–17 évesek részére mint középiskola-pótló, az ún. Szabadegyetem. A kétéves tanfolyam végén, 1955-ben, Passaicban tartották meg az első „Magyar Érettségit” magyar történelemből, irodalomból és földrajzból.
1958-ban Rev. Gáspár János plébános nyitotta meg az Szt. István Egyházközség Hétvégi Magyar Iskoláját. Az egész éven át tartó szombat délelőtti tanítás a Szent Név Társulat magyar tagozata segítségével működött. A 24 gyermekkel induló iskolában elsőként dr. Nagy Sándorné, majd dr. Mikófalvy Lajosné tanított.
1961-ben Andreánszky Károly vette át az iskola irányítását, bevezette a négyéves, négyosztályos rendszert. A tanulók száma 35–50 között változott.

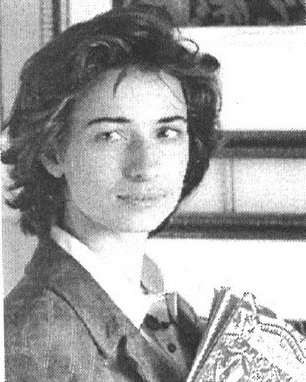
Kerkayné Maczky Emese, a passaici Szent István Magyar Iskola igazgatóhelyettese 1979–90 között, igazgatója 1990 és 2006 között

1965-ben Rev. Dunay Antal plébános ideje alatt nagy és egyedülálló változás történt. Passaicon – elsőként egész Amerikában – megalakult a mindennapos magyar iskola, Mindszenty Magyar Iskola néven. A plébánia, a szülők és lelkes magyarok jelentős áldozatvállalásával indult meg a napi tanítás több mint 100 gyermek számára. A rendes angol nyelvű tanítás után rendszeres tanrend szerint napi egy óra ölelte fel a tananyagot: írás, olvasás, nyelvtan, földrajz, irodalom, történelem és ének.
Nagy csapás érte a mindennapos Mindszenty Magyar Iskolát, amikor 1974-ben megszűnt a Szent István Iskola önállósága és öt különböző nemzetiségű katolikus iskola egyesítésével a püspökség körzeti iskolájává változott. A magyar tanulók létszáma lecsökkent, mert a szülők kivették gyermekeiket, hiszen ez már „nem a magyarok iskolája volt”, hanem a püspökségé. 1976 tavaszán mindössze 11 tanulója volt a Mindszenty Magyar Iskolának. Ezért Rev. Dunay Antal plébános úgy határozott, hogy össze kell fogni a reformátusoknál 1975-ben újraalakult hétvégi iskolával.
A Szent István Egyházközség a Magyar Református Egyházközséggel karöltve 1976 őszén újjászervezte a hétvégi magyar iskolát „Passaici Testvéregyházak Magyar Iskolája” néven, átlagosan 50 tanulóval. Az iskola 1983 végén átköltözött a Szent István Egyházközség iskolájának tantermeibe. Mivel ettől kezdve a katolikus egyház volt az egyedüli fenntartó, felvette a Szent István Magyar Iskola nevet. Ez időben 1979-től Kerkayné Maczky Emese volt az iskola igazgatóhelyettese, majd 1990-től 2006-ig igazgatója.
Az iskola a fogyatkozó gyermekszám miatt 2014-ben felfüggesztette tevékenységét.

## A templom leírása
Neogót és neoromán stílus keveréke, a középhajó hossza 100 láb, szélessége 65 láb. A középhajó magassága 60 láb, a mellékhajók magassága 27 láb. A hajó 14 vasoszlopon nyugszik. Minden második oszlopfőn, ahol az ívek nem találkoznak, egy-egy mellszobor áll, a latin és görög egyháztanítók szobrai. A szentély középpontja a gótikus főoltár, tervét Rev. Messerschmiedt Géza készítette, és Schimmel Anton, tiroli származású képfaragó faragta. A tabernákulum felett Szent István óriási szobra látható, amint a Szent Koronát felajánlja a Magyarok Nagyasszonyának. Tőle jobbra és balra az Árpád-házi szentjeinket, Szent Imre herceget, Szent László királyt, és kisebb alakban Szent Erzsébetet és Szent Margitot találjuk.
A templom három hajójú. A templomba – a kórusrészen helyet foglalókkal együtt – 500 fő fér el. A szentély jobb és bal oldalán egy-egy ajtó visz a sekrestyékbe. A szószék a szentélyben áll, annak bal oldalán. A kórus felé eső rész a három hajónak megfelelően három előcsarnokból áll – a jobb és bal oldaliból vezetnek a lépcsők a kórusra. Az előcsarnok mindkét oldalán két mellékoltár volt, melyeket később eltávolítottak.
A régi gyóntatószék helyén a Hősök oltárát helyezték el, 1945-ben. A gyóntatószéket az egyik kis méretű mellékkápolnába helyezték át, ajtóval lezárva. Eredetileg ezekben a mellékkápolnákban állt Szent Anna, illetve Páduai Szent Antal szobra, egy-egy oltáron. A mellékoltárok azóta már nincsenek meg, de a szobrok a templom előterében megtalálhatók.
Az ablakok becses kincsei a templomnak. Eredetijüket, mint a templom egész belsejét, Rev. Messerschmiedt Géza tervezte. Átlátszóak voltak, hogy minél több fényt engedjenek be. A ma látható színes üvegablakok Rev. Gáspár János ideje alatt kerültek a templomba. Ezek körülbelül 16 láb magasak és különböző jeleneteket idéznek a Szentírásból, valamint a szentek életéből. Az oltár és az orgona felett is találhatók ablakok, hogy a templom megvilágítása jobb legyen.
A toronyban három harang található. A kilenc csősorú orgonát a Vermont Peragallo nevű cég készítette. 1953 óta villannyal működik, felújítása óta más hangszerek hangján is meg tud szólalni. A templom alatti termek könyvtárnak vannak berendezve, több mint 10 ezer kötetnyi könyv található itt. A plébánia adott helyett több évig a Pázmány Péter Elektronikus Könyvtárnak.

## Művészettörténeti jelentősége
A Szent István-templomban komoly művészi értékek találhatóak. Gaetano Federicinek, a XX. század kiemelkedő amerikai szobrászának nyolc mellszobra díszíti a templom főhajóját, négy-négy szobor a két szembenálló fal oszlopfőit. A művek a keleti és nyugati egyházak nyolc egyházdoktorát ábrázolják.
Federici 1880-ban született az olaszországi Castelgrandeban, és hétéves korában került Amerikába, ahol édesapjának sikeres építkezési vállalkozása volt. Ő építette ezt a templomot is. Fia viszont páratlan művészi tehetsége birtokában a templom belső díszítését végezte. Stílusa hagyományos, klasszicista volt, az abban az időben dúló avantgárd irányzatokkal szembefordulva.
Egyik tanára a manhattani Giuseppe Moretti volt, aki a St. Louis-i Világkiállításra az alabamai Birmingham város rendelésére egy óriási méretű, Vulcanust ábrázoló szobrot tervezett. Mivel műterme nem bizonyult elég nagynak, az akkor épülő templomban készítette el a 17 méter magas szobor életnagyságú modelljét. A mű óriási méretét jelzi a végleges, kiöntött szobor 54 tonnás súlya. Morettinak érdekes módon már azelőtt is volt magyar kapcsolata: Ferenc Józsefről márvány portrét készített, dolgozott Budapesten is, és Erdélyben kitűnő márványt talált, de kitermelését a katonai hatóságok nem engedélyezték (az orosz betöréstől félve nem építették ki a szükséges vasútvonalat).

## Plébánosai, adminisztrátorai
| Portré | Plébános neve       | Születési és halálozási dátum                       | Plébánosságának ideje                                       | Megjegyzés                                                                 |
| ------ | ------------------- | --------------------------------------------------- | ----------------------------------------------------------- | -------------------------------------------------------------------------- |
|        | Messerschmiedt Géza | 1870. július 4. – 1912. március 29. (41 évesen)     | 1902. december 24. – 1911. december 20.                     | Az egyházközség alapító plébánosa                                          |
|        | Schimkó János       | 1883. – 1918. június 20. (35 évesen)                | 1911. december 21. – 1913. október 8.                       |                                                                            |
|        | Kovács Lajos        | 1879. augusztus 31. – 1927. július 22. (47 évesen)  | 1913. október 15. – 1915. szeptember 1.                     |                                                                            |
|        | Marczinkó József    | 1878. december 24. – 1935. július 28. (56 évesen)   | 1915. szeptember 1. – 1932                                  |                                                                            |
|        | Raile Jakab         | 1894. október 6. – 1949. szeptember 6. (54 évesen)  | 1932 – 1933                                                 | jezsuita szerzetes                                                         |
|        | William Furlong     | 1905. november 16. – 1986. október 8. (80 évesen)   | először: 1933 másodszor: 1938. április 24. – szeptember 18. | adminisztrátor                                                             |
|        | Gáspár János        | 1898. május 6. – 1963. február 21. (64 évesen)      | 1933. október 14. – 1963. február 21.                       |                                                                            |
|        | Dunay Antal         | 1915. február 27. – 1977. május 29. (62 évesen)     | 1963. – 1977. május 29.                                     |                                                                            |
|        | John J. Cuscack C.M | 1945 – (80 éves)                                    | 1977 – 1978                                                 | káplán, majd adminisztrátor                                                |
|        | Török Béla          | 1919. május 27. – 1998. február 22. (78 évesen)     | 1978 – 1990                                                 |                                                                            |
|        | Mustos István       | 1931. augusztus 10. – 2008. április 20. (76 évesen) | 1990 – 2007                                                 | piarista szerzetes                                                         |
|        | John Demkovich      | 1933. szeptember 3.- (91 éves)                      | 2007                                                        | adminisztrátor                                                             |
|        | Vas László          | 1965. április 27. – 2018. január 7.(52 évesen)      | 2007. december 2. – 2018. január 7.                         | plébánosi jogkörrel rendelkező adminisztrátor 2007-2017 Plébános 2017-2018 |

2018 és 2024 között: Balogh László
2024-től: Juhász Imre